# Shohrux Gadoyev
Shohrux Gadoyev (Karshi, 31 dicembre 1991) è un calciatore uzbeko, centrocampista del Neftchi Fergana.

## Carriera

### Club
Ha giocato nella massima serie uzbeka, in quella bahreinita ed in quella azera.

### Nazionale
Nel 2012 ha esordito in nazionale.

## Statistiche

### Cronologia presenze e reti in nazionale
| Cronologia completa delle presenze e delle reti in nazionale ― Uzbekistan | Cronologia completa delle presenze e delle reti in nazionale ― Uzbekistan | Cronologia completa delle presenze e delle reti in nazionale ― Uzbekistan | Cronologia completa delle presenze e delle reti in nazionale ― Uzbekistan | Cronologia completa delle presenze e delle reti in nazionale ― Uzbekistan | Cronologia completa delle presenze e delle reti in nazionale ― Uzbekistan | Cronologia completa delle presenze e delle reti in nazionale ― Uzbekistan | Cronologia completa delle presenze e delle reti in nazionale ― Uzbekistan |
| Data                                                                      | Città                                                                     | In casa                                                                   | Risultato                                                                 | Ospiti                                                                    | Competizione                                                              | Reti                                                                      | Note                                                                      |
| ------------------------------------------------------------------------- | ------------------------------------------------------------------------- | ------------------------------------------------------------------------- | ------------------------------------------------------------------------- | ------------------------------------------------------------------------- | ------------------------------------------------------------------------- | ------------------------------------------------------------------------- | ------------------------------------------------------------------------- |
| 11-9-2012                                                                 | Tashkent                                                                  | Uzbekistan                                                                | 2 – 2                                                                     | Corea del Sud                                                             | Qual. Mondiali 2014                                                       | -                                                                         |                                                                           |
| 16-10-2012                                                                | Doha                                                                      | Qatar                                                                     | 0 – 1                                                                     | Uzbekistan                                                                | Qual. Mondiali 2014                                                       | -                                                                         | 75’                                                                       |
| 14-11-2012                                                                | Teheran                                                                   | Iran                                                                      | 0 – 1                                                                     | Uzbekistan                                                                | Qual. Mondiali 2014                                                       | -                                                                         | 64’                                                                       |
| 26-3-2013                                                                 | Tashkent                                                                  | Uzbekistan                                                                | 1 – 0                                                                     | Libano                                                                    | Qual. Mondiali 2014                                                       | -                                                                         |                                                                           |
| 11-6-2013                                                                 | Seul                                                                      | Corea del Sud                                                             | 1 – 0                                                                     | Uzbekistan                                                                | Qual. Mondiali 2014                                                       | -                                                                         | 78’                                                                       |
| Totale                                                                    |                                                                           | Presenze                                                                  | 13                                                                        |                                                                           | Reti                                                                      | 1                                                                         |                                                                           |

## Palmarès

### Club

#### Competizioni nazionali
- Coppa dell'Uzbekistan: 1

Nasaf Qarshi: 2015